# Ампилогова, Нина Андреевна
Нина Андреевна Ампилогова (16 сентября 1936 — 25 октября 1999) — Доярка колхоза «Лиманский» Щербиновского района Краснодарского края Герой Социалистического Труда (08.04.1971).

## Биография
Родилась 16 сентября 1936 года в селе Ейское Укрепление Щербиновский район Азово-Черноморского края (ныне Краснодарский край) в крестьянской семье. Русская.
Ещё в период обучения в школе помогала матери в работе на животноводческой ферме, а после её смерти заняла её место в 1955 году и вскоре вышла в передовые доярки колхоза «Лиманский».
При плане 1 тысячи килограммов молока надаивала по 1200 килограммов от каждой закреплённой коровы. По итогам работы в 7-й пятилетке (1966—1970) надои в её группе составили по 16,7 килограмма молока от каждой коровы за год.
Указом Президиума Верховного Совета СССР от 8 апреля 1971 года Ампилоговой Нине Андреевне — доярке колхоза «Лиманский» Щербиновского района Краснодарского края, за выдающиеся успехи, достигнутые в развитии сельскохозяйственного производства и выполнении пятилетнего плана продажи государству продуктов земледелия и животноводства присвоено звание Героя Социалистического Труда с вручением ордена Ленина и золотой медали «Серп и Молот».
Неоднократно участвовала в Выставке достижений народного хозяйства (ВДНХ) СССР.
Заслуженный работник сельского хозяйства Кубани Присвоено Постановлением Главы администрации Краснодарского края от 09.01.1996 N 8 "О присвоении почётного звания «Заслуженный работник сельского хозяйства Кубани».
Избиралась депутатом Щербиновского районного Совета, членом Краснодарского крайкома КПСС и делегатом XXV съезда партии (1976).
Проживала в родном селе Ейское Укрепление, скончалась 25 октября 1999 года.

## Награды
- Золотая медаль «Серп и Молот» (1.08.1971);
- Орден Ленина (1.08.1971)
- Орден Трудового Красного Знамени (10.03.1976)
- Орден «Знак Почёта» (22.03.1966)
- Медаль «За трудовую доблесть»
- Медаль «В ознаменование 100-летия со дня рождения Владимира Ильича Ленина» (6 апреля 1970)
- серебряной медалью ВДНХ СССР (1973)

## Память
- На могиле Героя установлен надгробный памятник.
- Избирательному участку № 57-13, расположенному по адресу Краснодарский край, Щербиновский район, село Ейское Укрепление, ул. Советов, 2 присвоен статус именного — имени Ампилоговой Нины Андреевны.